# Edgars Dunsdorfs
Edgars Dunsdorfs (* 20. November 1904 in Saldus, Kreis Goldingen, Gouvernement Kurland, Kaiserreich Russland; † 2002 in Melbourne) war ein lettischer Historiker, Hochschullehrer, Volkswirt und Autor.

## Leben und Wirken
1925 wurde Dunsdorfs in die lettische Armee eingezogen, während seines Dienstes besuchte er das Abendgymnasium der Gesellschaft zur Förderung der Kultur Lettlands, das er 1929 abschloss. Herausgeber der Zeitschrift Ugunskurs der Zentralorganisation der lettischen Pfadfinder war er von 1926 bis 1936. Er studierte an der Fakultät für Wirtschaft und Recht der Universität Lettlands (1929–1933). Er studierte die Geschichte der lettischen Wirtschaft in den schwedischen Archiven in Stockholm und erwarb 1933 einen Magisterabschluss in Wirtschaftswissenschaften.
Ab Oktober 1944 lebte er in Danzig, dann in Berlin und arbeitete am Greifswalder Agrarforschungsinstitut auf der Insel Rügen. 1945 arbeitete er am lettischen Gymnasium in Lübeck; er war Rektor des lettischen Sektors der Baltischen Universität (1946–1948), 1948 ging er nach Melbourne, ab 1949 war er Dozent für Wirtschaftsgeschichte an der Universität Melbourne.  In den Jahren 1949 und 1950 hatte er den Vorsitz der Lettischen Gesellschaft von Melbourne inne. 1956 erhielt Dunsdorfs einen Master-Abschluss in Handelswissenschaften. 1957 war er Gastprofessor an der University of California, Berkeley, USA, 1962 hielt er Vorlesungen und leitete Seminare an der Universität Stockholm in Schweden, kurzzeitig in England, Dänemark, Estland und Ungarn. Ab 1963 war er Leiter der Abteilung für Agrargeschichte an der Universität Melbourne, ab 1968 Professor, ab 1970 Honorarprofessor der Universität.

## Auszeichnungen
- Preis der Lettischen Kulturstiftung (1936)
- Krišjānis-Barons-Preis (1937, 1938)
- Große Medaille der Lettischen Akademie der Wissenschaften (1990)
- Drei-Sterne-Orden (1994)

## Mitgliedschaft
- Lettische Akademie der Wissenschaften, Ehrenmitglied (1990)
- Baltische Historische Kommission e. V., korrespondierendes Mitglied 1963[1]

## Veröffentlichungen
- Rigaer Roggenpreise im 16. Jahrhundert, - Bonn : Balt. Forschungsinst., 1964
- Der grosse schwedische Kataster in Livland 1681–1710, - Stockholm : Wahlström & Widstrand, 1950
- Die Bevölkerungszahl in Kurzeme (Kurland) im 16. Jahrhundert, - Pinneberg : Baltic University, 1947
- Merchant shipping in the Baltic during the 17th century, - Pinneberg : Baltic University, 1947
- A Swedish cadastral Attempt in Kurzeme (Courland), - Hamburg : Baltic University, 1946
- Uksenšernas Vidzemes muižu saimniecības grāmatas 1624–1654, - Riga : L. ū. Studentu padomes grāmatnicas izdevums, 1935
- Vidzemes 1638. gada arklu Revīzija, - Rīgā : Latvijas vēstures Instituts